# Hocaoğlu, Ulubey
Hocaoğlu là một xã thuộc huyện Ulubey, tỉnh Ordu, Thổ Nhĩ Kỳ. Dân số thời điểm năm 2010 là 335 người.